# Querubim

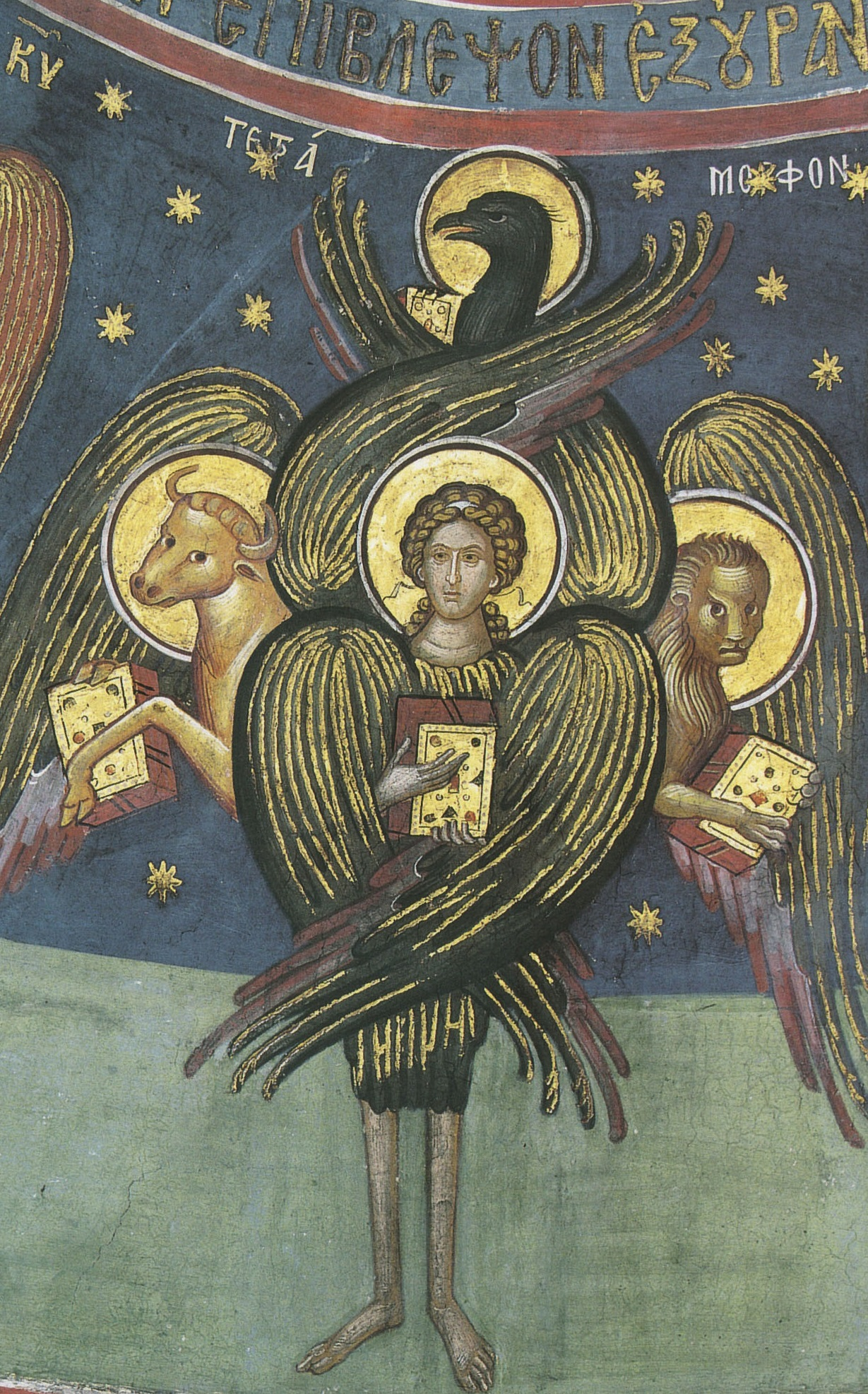
Um querubim tetramorfo na iconografia ortodoxa oriental

Querubim (do Hebraico כרוב - "keruv" ou do plural כרובים - keruvim) é uma criatura sobrenatural, espiritual, mencionada várias vezes no Tanakh (ou o Antigo Testamento), em livros apócrifos e em muitos escritos judaicos. Em uma das interpretações, os querubins seriam anjos ou animais em primeiro lugar na hierarquia celeste, logo abaixo de Deus
Numa visão moderna, tendo uma origem em parte do Judaísmo, o querubim é um ser em forma de um bebê alado que estava sobre  Propiciatório da Arca da Aliança, sendo este ponto de vista anacrônico em relação a estes seres, originada do Renascimento, já que, como bem relatou o historiador judeu Flávio Josefo, a representação dos querubins tinha sido esquecida já no século I d.C..
Os querubim, segundo a visão que Deus deu a Ezequiel, referida na Bíblia, é um espírito com 4 asas e 4 rostos. O primeiro rosto de touro, o segundo de homem, o terceiro de leão e o quarto de uma águia. Assim como, ficam logo abaixo de Deus e seus corpos estão completamente cheios de olhos (Ezequiel, capítulo 10).

## Os Querubins no Templo
Os Querubins que existiam no Templo (ao lado da Arca Santa) eram de fato representações de animais (touro ou leão) com um par de asas estendidas, que cobriam só a parte inferior do Debir (um dos nomes hebraicos para Santo dos Santos, a área mais interior do Templo que, provavelmente, tinha uma elevação em relação ao chão do Templo) e então Deus, invisivelmente, sentava sobre elas e acomodava seus pés sobre a Arca da Aliança.
As figuras dos querubins que existiam no Primeiro Templo não eram obras extraordinárias, aberrantes. De acordo com o texto bíblico, eram figuras comuns que adornavam as paredes do Templo:
"E todas as paredes da casa, em redor, lavrou de esculturas e entalhes de querubins, e de palmas, e de flores abertas, por dentro e por fora." (I Reis 6; 29).
Adornavam as portas do Santuário: "Também as duas portas eram de madeira de oliveira; e lavrou nelas entalhes de querubins, e de palmas, e de flores abertas, os quais revestiu de ouro; também estendeu ouro sobre os querubins e sobre as palmas." (I Reis 6; 32).
E o Templo em geral: "E as lavrou de querubins e de palmas, e de flores abertas, e as revestiu de ouro acomodado ao lavor." (I Reis 6; 35).
Seres e querubins adornavam o Templo abundantemente, dando a entender que eram figuras bem conhecidas entre o povo e para os artesãos que as criaram. Então, para identificar uma provável aparência dos querubins, é necessário buscarmos seus paralelos nas artes e culturas síria-canaanita em centenas de anos.

## A Identificação da Aparência dos Querubins
Uma das poucas bases fundamentais e certas da aparência de um querubim que chegou a nós é que ele é um ser alado. Portanto, partindo deste ponto, podemos encontrar representações de animais ou seres híbridos com parte de animais que tem, sem dúvida, alguma relação com os querubins bíblicos. Na Assíria achava-se o Kirubu, expressão que designa um touro alado, achado em vários templos mesopotâmicos antigos.
Adicionalmente a este ser, encontra-se outro em forma de um leão alado (chamado “shedu” ou “lamassu”) que só não serviam como adorno nas paredes e portas dos templos, mas eram achados em pares (de leões ou touros alados), servindo também como guardas postos na entrada dos templos mesopotâmicos. É provável então a leitura do termo “keruvim araiot” (querubins-leões) como uma expressão hebraica relacionada a figura em forma de leão (shedu), ao contrário do querubim na forma de um touro (kerubu).
Na arte ocidental, os querubins tornaram-se associados aos puttos e ao deus greco-romano Cupido/Eros, com representações como meninos pequenos, rechonchudos e alados.
De acordo com a iconografia do rito ortodoxo/católico oriental, há a composição dos quatro seres vivos em um único tetramorfo: Mateus: O homem Marcos: o leão Lucas: o boi e João a águia.

## Citações na Bíblia
Os querubins foram postos, por Deus, para guardar a entrada do Jardim do Éden, após a expulsão de Adão e Eva (Gn 3,24).